# Фешовець Олег Васильович
Олег Васильович Фешовець (нар. 20 січня 1964) — український філософ, військовий історик, видавець, доктор філософії, засновник Видавництва «Астролябія», головний редактор Львівського мілітарного альманаху «Цитаделя».

## Життєпис
Народився в м. Миколаєві, що на Львівщині, де здобув середню освіту. 1979 і 1980 роки брав участь у археологічних експедиціях, якими керувала проф. Лариса Крушельницька. Випускник Малої академії наук (Львів, 1981). У 1982 – 1984 рр. служив у війську. Працював на цементному заводі, а також на нафтопромислах Північно-Західного Сибіру. У 1985 – 1991 рр. навчався на історичному факультеті Львівського державного університету імені Івана Франка (за спеціальністю «Історія і суспільствознавство»), який закінчив з відзнакою.
У 1991 – 1994 рр. навчався в аспірантурі у Львівському державному університеті імені Івана Франка, за спеціальністю «Соціальна філософія і філософія історії». 
З 1994 р. працював на філософському факультеті цього ж університету на посадах: асистента (з 1994 р.), доцента (з 1997 р.), заступника декана (1997–2001).
1997 р. захистив дисертацію на тему «Соціальна дія в контексті культури». 
1999 р., спільно з проф. Романом Цяпало і проф. Леонідом Рудницьким, ініціював заснування Благодійного фонду "Філософський проект"., а 2000 р. заснував Видавництво «Астролябія». 
З 2001 р. по цей час є професором філософського факультету Українського вільного університету у Мюнхені. 
З 2001 р. по 2016 рік (з перервами) ― директором Видавництва «Астролябія», а з 2009 р. по цей час ― головним редактором Львівського мілітарного альманаху «Цитаделя». 
2012 р. покинув Львівський національний університет імені Івана Франка, надалі зосередившись на громадській та видавничій діяльності. 
2012 р. заснував Львівський інститут мілітарної історії. 
2014 – 2019 рр. ― засновник і перший завідувач «Центру українських військових традицій та патріотичного виховання» НДІ Українознавства МОН України. 
Член Національної спілки журналістів України.
Доброволець батальйону територіальної оборони «Лев».

## Університетські навчальні курси
- Західна філософія 19 – 20 століть (1994 – 1997)
- Філософія Фрідріха Ніцше і духовна ситуація нашого часу (1997 – 2001, 2014, 2017)
- Феноменологія і герменевтика (1998 – 2001, 2015)
- Західна цивілізація і дух підприємництва (1999 – 2001)
- Соціальні, економічні і релігійні виміри свободи (2001 – 2003)
- Німецька філософія 19-20 століть (2001 – 2004, 2013)
- Європейський нігілізм (2014)
- Філософія історії Освальда Шпенґлєра (2015)
- Артур Шопенгауер: Песимістичні розважання (2016)
- Романтизм vs Просвітництво: Революція у мисленні і її культурно-історичні умови (2015, 2017, 2024)

## Книги
- Мислителі німецького романтизму. Івано-Франківськ : Лілея НВ, 2003 (у співавторстві з Леонідом Рудницьким)
- З'єднання і військові частини сучасних Збройних сил України в роки Другої світової війни: Матеріали до формування української військової традиції. Львів : Астролябія, 2015 (у співавторстві з Михайлом Слободянюком)
- Без паніки! Як вижити, боротися й перемогти під час бойових дій: Порадник для цивільного населення. Львів : Астролябія, 2018 (у співавторстві  з  Олександром Дєдиком і Михайлом Слободянюком)
- Ірландська республіканська армія: Стратегія і тактика. Львів : Астролябія, 2018
- Історія Десантно-штурмовий військ Збройних сил України. Львів : Астролябія, 2019 (у співавторстві з Михайлом Слободянюком)

## Фахове редагування
- Ніцше Ф. Повне зібрання творів. Т.1. Львів : Астролябія, 2014
- Дельоз Ж. Ніцше і філософія. Львів : Астролябія, 2010
- Юнг К. Ґ. Психологічні типи. Львів : Астролябія, 2010
- Пісня про Ролянда. Львів : Астролябія, 2010
- Ніцше Ф. Людське, надто людське: Книга для вільних умів. Львів : Астролябія, 2012
- Ніцше Ф. Перемішані думки і вислови; Мандрівник і його тінь. Львів : Астролябія, 2012
- Унамуно М. де. Вибрані романи. Львів : Астролябія, 2012
- Беовульф. Львів : Астролябія, 2012
- Юнг К. Ґ. Архетипи і колективне несвідоме. Львів : Астролябія, 2012
- Дах, Г. фон. Тотальний опір: Інструкція з ведення малої війни для кожного. Частина 1. Львів : Астролябія, 2014
- Дах, Г. фон. Тотальний опір: Інструкція з ведення малої війни для кожного. Частина 2. Львів : Астролябія, 2014
- Дах, Г. фон. Техніка бою: Основи. Том 1, частина 2. Львів : Астролябія, 2015
- Дах, Г. фон. Техніка бою: Бій у населеному пункті та лісі; Боротьба за фортифікаційні споруди. Том 2, частина 1. Львів : Астролябія, 2015
- Конрад Дж. Серце пітьми. Львів : Астролябія, 2015
- Дах, Г. фон. Техніка бою: Бій у горах; Контрдиверсійні операції. Том 2, частина 2. Львів : Астролябія, 2016
- Унамуно М. де. Любов і педагогіка. Львів : Астролябія, 2016
- Юнг К. Ґ. Aion: Нариси щодо символіки самості. Львів : Астролябія, 2016
- Унамуно М. де. Життя Дон Кіхота і Санчо. Львів : Астролябія, 2017
- Дах, Г. фон. Техніка бою: Основи. Том 1, частина 1. Львів : Астролябія, 2017
- Гаролд Ґ. Мур, Джозеф Л. Ґелловей. Ми були солдатами… і молодими: Я-Дранґ — битва, що змінила війну у В’єтнамі. Львів : Астролябія, 2018
- та ін.

## Переклади
- Кант І. Відповідь на запитання: Що таке просвітництво? // Мислителі німецького романтизму. Івано-Франківськ : Лілея-НВ, 2003
- Новаліс. Християнство або Європа // Мислителі німецького романтизму. Івано-Франківськ : Лілея-НВ, 2003
- Улянд Л. Про романтичне // Мислителі німецького романтизму. Івано-Франківськ : Лілея-НВ, 2003
- Ніцше Ф. Народження трагедії з духу музики // Ніцше Ф. Повне зібрання творів. Т.1. Львів : Астролябія, 2004
- Ніцше Ф. Дві публічні доповіді про грецьку трагедію // Ніцше Ф. Повне зібрання творів. Т.1. Львів : Астролябія, 2004
- Ніцше Ф. Діонісійний світогляд // Ніцше Ф. Повне зібрання творів. Т.1. Львів : Астролябія, 2004
- Ніцше Ф. Народження трагічної думки // Ніцше Ф. Повне зібрання творів. Т.1. Львів : Астролябія, 2004
- Ніцше Ф. Сократ і грецька трагедія // Ніцше Ф. Повне зібрання творів. Т.1. Львів : Астролябія, 2004
- Ніцше Ф. Про майбутнє наших освітніх установ // Ніцше Ф. Повне зібрання творів. Т.1. Львів : Астролябія, 2004
- Ніцше Ф. П'ять передмов до п'яти ненаписаних книг // Ніцше Ф. Повне зібрання творів. Т.1. Львів : Астролябія, 2004
- Ніцше Ф. Новорічне слово до видавця тижневика «У новому царстві» // Ніцше Ф. Повне зібрання творів. Т.1. Львів : Астролябія, 2004
- Ніцше Ф. Філософія у трагічну епоху греків // Ніцше Ф. Повне зібрання творів. Т.1. Львів : Астролябія, 2004
- Ніцше Ф. Про істину та брехню в позаморальному сенсі // Ніцше Ф. Повне зібрання творів. Т.1. Львів : Астролябія, 2004
- Ніцше Ф. Пересторога німцям // Ніцше Ф. Повне зібрання творів. Т.1. Львів : Астролябія, 2004
- «Усе склалося інакше, аніж ми очікували»: Спогади генерал-майора гірських військ Вермахту Матіаса Кройтлєра про похід на Львів у вересні 1939 року // Цитаделя: Львівський мілітарний альманах. 2009. № 2
- Ніцше Ф. Так мовив Заратустра. Львів : Астролябія, 2010

## Відзнаки
Лауреат Премії імені Героя України Степана Бандери в номінації «Науково-навчальна національна державотворча діяльність» (2013)
Заслужений працівник культури (2019)